# Saône
Saône este un râu în partea de est a Franței. Este principalul afluent al fluviului Rhône. Izvorăște din departamentul Vosges lânga localitatea Vioménil, în Munții Vosgi. Are o lungime de 480 km, un debit mediu de 473 m³/s și un bazin colector de 29.950 km². Se varsă în Rhône la Lyon.